# Nazionale maschile di pallacanestro della Tanzania
La nazionale di pallacanestro della Tanzania è la rappresentativa cestistica della Tanzania ed è posta sotto l'egida della Federazione cestistica della Tanzania.
Ha preso parte ai FIBA AfroBasket 1974 giungendo ottava.

## Piazzamenti

### Campionati africani
- 1974 - 8°